# CAMS 46
Il CAMS 46 fu un idroaddestratore a scafo centrale, monomotore, biposto e biplano, sviluppato dall'azienda aeronavale francese Chantiers Aéro-Maritimes de la Seine (CAMS) negli anni venti.
Evoluzione del precedente CAMS 30E, del quale riprendeva l'aspetto generale, venne proposto con successo sul mercato dell'aviazione militare e adottato dal Service de l'aéronautique maritime, la componente aerea della Marine nationale (la marina militare francese).

## Storia del progetto
Il 1926 fu un anno di rinnovamento per la CAMS, con il fondatore, l'imprenditore milanese Domenico Lorenzo Santoni, che decide di lasciare l'azienda, già abbandonata nel 1923 dall'ingegnere Raffaele Conflenti per tornare in Italia alle dipendenze della Cantiere Navale Triestino, e che sposta la sede a Parigi aprendo nel mentre due hangar a Sartrouville affiancando le strutture di produzione di Saint-Ouen.
In quell'anno l'azienda decide di avviare lo sviluppo di un nuovo modello di idrovolante da addestramento da proporre sul mercato nazionale. Per il nuovo progetto l'ufficio tecnico ritenne di attingere ai disegni del CAMS 30E, opera di Conflenti, mantenendone l'impostazione generale, idrovolante a scafo centrale con abitacolo aperto a due posti affiancati, velatura biplana e dotato di galleggianti equilibratori all'intradosso del piano alare inferiore, affinando tuttavia l'aerodinamica generale del modello, adottando nuovi e più robusti montanti interalari e un nuovo impennaggio il quale, pur rimanendo del tipo cruciforme, introduceva un elemento verticale dal diverso disegno e dimensioni maggiorate.
Il modello, identificato dall'azienda come CAMS 46, poteva essere fornito in due versioni, destinate all'addestramento basico (46E) e primario (46ET), entrambe dotate di doppi comandi per allievo e istruttore ma diverse nella potenza disponibile, ricorrendo alla stessa motorizzazione, un Hispano-Suiza 8A 8 cilindri a V raffreddato a liquido montato in configurazione spingente, ma che nelle sue sottoversioni erogava nel primo caso 150 CV (110 kW) e nel secondo 180 CV (132 kW).
Il prototipo venne completato e portato in volo per la prima volta nel corso dell'anno e, superate le prime fasi di prove di volo, proposto alle autorità della Marine nationale, la marina militare francese, ottenendo una commissione per 15 unità della versione 46ET, caratterizzata dalla maggiore potenza e dalla collocazione dei radiatori dell'impianto di raffreddamento ai lati del motore, esemplari che vennero realizzati nella struttura di Saint-Ouen.

## Impiego operativo
Gli esemplari iniziarono ad essere consegnati durante il 1927, assegnati a una escadrille del Centre de formation maritime (C.F.M.) di Hourtin, località affacciata al lago di Hourtin e di Carcans, dove sostituirono gli FBA 17 HE2 in servizio.

## Versioni
46E
versione da addestramento primario, equipaggiata con un motore Hispano-Suiza 8Aa da 150 CV (110 kW)
46ET
versione da addestramento basico, equipaggiata con un motore Hispano-Suiza 8Ab da 180 CV (132 kW)

## Utilizzatori
Francia
- Marine nationale
  - Service de l'aéronautique maritime

### Pubblicazioni
- CAMS 46, in Aerei da guerra, Ginevra - Novara, Edito Service S.A. - Istituto Geografico De Agostini, 1993.
- (FR) Gérard Hartmann, Les hydravions CAMS (PDF), 13 dicembre 2004.